# Michael Dukakis
Michael Stanley Dukakis (Brookline, Massachusetts, 3 de novembre de 1933) és un polític greco-estatunidenc que va ser dues vegades governador de Massachusetts (els períodes 1975-1979 i 1983-1991) i candidat del Partit Demòcrata a la presidència dels Estats Units en les eleccions del 1988, quan va perdre contra George H. W. Bush.